# 游瑪雅

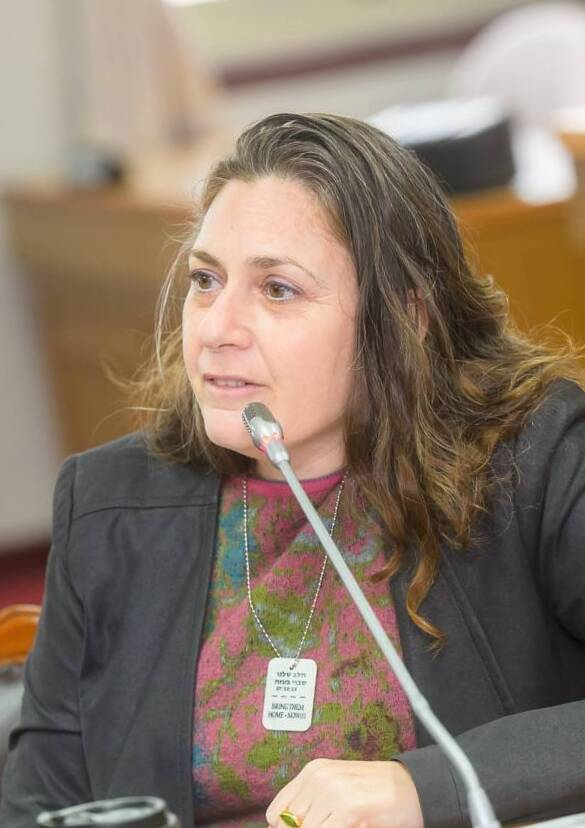
2024年攝於中華民國立法院

游瑪雅（希伯來語：מיה  יהודית ירון），以色列外交官，已婚。

## 學歷
- 希伯來大學國際關係學士（2000年—2003年）[2]
- 臺拉維夫大學外交碩士（2004年—2006年）[2]

## 經歷
- 駐塞內加爾達喀爾大使館副館長（2007年—2010年）
- 駐中華人民共和國北京大使館政治經濟部一等秘書（2010年—2013年）
- 總理辦公室「以色列-中國經濟工作組」（Israel-China Economic Task Force）副主任（2013年—2015年）
- 裁军谈判会议、常駐联合国、駐日內瓦國際組織（英语：List of international organizations based in Geneva）有關會議代表（2015年—2019年）
- 國家安全問題顧問委員會有關評估對外投資委員（2020年—2021年）
- 外交部亞洲太平洋司东北亚部主任（2021年—2023年）
- 駐臺北以色列經濟文化辦事處代表（2023年—）

## 職業生涯
2023年10月7日，哈瑪斯對以色列發動攻擊後，以色列駐臺代表游瑪雅26日對於臺灣官方與民間的支持行動，表示「這是患難見真情」。儘管反犹太主义的聲浪在世界多處發酵，許多猶太社群都有感受到被歧視，「但臺灣就像是犹太人的庇護所」。
2024年9月17日，貼有臺灣業者金阿波羅商標的呼叫器在黎巴嫩發生多起爆炸事件，以色列政府對於涉入其中不置可否。10月7日，游瑪雅在出席「以哈戰爭」一周年活動時亦不願正面回應，表示以色列與臺灣的關係依然牢固，並且基於共同價值觀，以臺雙方維繫著良好的溝通管道。
2024年10月14日，以色列駐臺代表游瑪雅與中華民國駐以色列代表李雅萍分別代表兩國政府，透過視訊方式簽署《文化合作協定》。
2025年4月15日，中國國民黨青年軍成員宋建樑對民主進步黨立法委員李坤城發起罷免連署，但因名冊涉及偽造文書等罪嫌被移送臺灣新北地方檢察署複訊時，舉起右臂進行納粹禮，左臂戴著象徵納粹的「卐」臂章，手上則拿著希特勒著作《我的奮鬥》步入偵查大樓，引起爭議。16日，以色列駐台代表游瑪雅表達強烈譴責，使用此標誌極度不敬、不恰當，也與台灣核心價值嚴重背離。

## 個人生活
駐臺北以色列經濟文化辦事處形容游瑪雅是「旅行家，熱愛溝通的學習者，相信健康的工作與生活平衡」。
| 外交職務         | 外交職務                                                      | 外交職務 |
| ---------------- | ------------------------------------------------------------- | -------- |
| 前任： 柯思畢 ／ | 駐臺北以色列經濟文化辦事處代表 （以色列駐臺代表） 2023年8月－ | 繼任： ' |

## 外部連結
- Google:專訪 游瑪雅